# Liste von Persönlichkeiten der Stadt Mühlhausen/Thüringen

## Ehrenbürger der Stadt
siehe Liste der Ehrenbürger von Mühlhausen/Thüringen

## Söhne und Töchter der Stadt

### Bis 1900
- Wachsmut von Mühlhausen (Mitte 13. Jahrhundert), Minnesänger; stammte wahrscheinlich aus Mühlhausen
- Christian von Mühlhausen († 1295), Deutschordensritter, Bischof von Samland
- Dietrich Schernberg (um 1500), Verfasser eines Legendenspiels über die Päpstin Johanna
- Heinrich Pfeiffer († 1525), Bauernführer im Bauernkrieg
- Ludwig Helmbold (1532–1598), lutherischer Kirchenlieddichter
- Johannes Eccard (1553–1611), Komponist
- Liborius Wagner (1593–1631), katholischer Priester
- Georg Engelhardt (1603–1655), Bürgermeister und Gesandter bei den Friedensverhandlungen 1648 in Münster
- Johann Rudolph Ahle (1625–1673), Komponist
- Johann Andreas Graba (1625–1669), Mediziner
- Johann Christoph Hundeshagen (1635–1681), Logiker und Philosoph
- Johann Georg Ahle (1651–1706), Komponist
- Zacharias Goeze (1662–1729), Rektor am Ratsgymnasium Osnabrück und Verfasser regionalhistorischer Schriften
- Johann Georg Hoyer (1663–1738), Stadtphysikus und Mitglied der Leopoldina
- Gottfried Vockerodt (1665–1727), Pädagoge
- Johann Gottfried Auerbach (1697–1753), Hofmaler Kaisers Karl VI.
- Georg Leopold Hoyer (1703–1765), Jurist und Mitglied der Leopoldina
- Georg Christian Reichel, (1717/1727–1771), Professor für Medizin in Leipzig.
- August Wilhelm von Treskow (1720–1797), ansbach-bayreuthischer Feldmarschallleutnant, später preußischer Generalleutnant
- Gottfried Christoph Beireis (1730–1809), Arzt, Physiker und Chemiker
- Johann Ludwig Avenarius (1735–1805), Jurist in preußischen Diensten
- Christian Gottlieb Altenburg (1742–1826), Arzt und Heimatforscher
- Hermann Christoph Gottfried Demme (1760–1822), Schriftsteller
- Wilhelm Gottlieb Tilesius von Tilenau (1769–1857), Naturforscher
- John Adolphus Etzler (1791–1846), Utopist
- Karl Theodor Gier (1796–1856), Bürgermeister und Oppositioneller des Vormärzes
- Friedrich August Stüler (1800–1865), Architekt; prägte die preußische Architektur seiner Zeit maßgeblich
- Wilhelm Ludwig Demme (1801–1878), Schriftsteller
- John Augustus Roebling (1806–1869), Bauingenieur, Konstrukteur der Brooklyn Bridge in New York
- Adolph Methfessel (1807–1878), Komponist
- Ernst Methfessel (1811–1886), Komponist
- Carl Engelhart (1817–1886), Politiker, Mitglied des Preußischen Herrenhauses
- Karl Gottfried Pfannschmidt (1819–1887), Maler
- Thekla Naveau (1822–1871), Pädagogin und Frauenrechtlerin
- Bernhard Schweineberg (1828–1902), Politiker, Mitglied des Preußischen Herrenhauses
- Johann Georg Bornemann (1831–1896), Geologe
- Friedrich Lebrecht von Trotha (1841–1914), preußischer Generalmajor
- Bruno Weigand (1850–1923), Lehrer, Geologe und Entomologe
- Paul Mankiewitz (1857–1924), Bankier
- Bernhard Weißenborn (1858–1889), Zoologe
- Bruno Schönlank (1859–1901), sozialdemokratischer Journalist, MdR
- Hermann von Schlechtendal (1859–1920), Landrat in Schleiden und Mülheim am Rhein
- John August Roebling II. (1867–1952), Unternehmer, Enkel von John Augustus Roebling
- August Hertwig (1872–1955), Regierungsbaumeister und Rektor der RWTH Aachen
- Franz Bergmann (1873–wahrscheinlich 1944), Eisenbahningenieur und Reichsbahndirektor
- Otto Bauer (1874–1946), Generalveterinär
- Heinrich Werner (1874–1946), Tropenmediziner
- Johannes Winkler (1874–1958), Missionsarzt, Tropenmediziner und Ethnologe in Indonesien
- Carl Degenhardt (1876–1950), Präsident der Sächsischen Staatsbank und der Sächsischen Landesbank
- Paul Blüthgen (1880–1967), Jurist und Entomologe
- Wilhelm Führ (1883–nach 1937), Kommunalpolitiker
- Konrad von der Goltz (1883–1938), Landrat und Parlamentarier in Ostpreußen
- Hermann Wucherpfennig (1884–1969), Opernsänger
- Paul Bertz (1886–1950), Politiker (KPD)
- Wilhelm Bode (*1886 † zwischen 1942 und 1945), Schlosser, Gewerkschafter und Widerstandskämpfer
- Otto Roettig (1887–1966), General der Infanterie im Zweiten Weltkrieg
- Margot Boger-Langhammer (1888–1968), Kunstpädagogin und Schriftstellerin
- Paul Franke (1888–1950), Fotografie-Unternehmer
- Friedrich Guckenburg (1888–1967), deutscher Gewerkschaftsfunktionär und Politiker (USPD, SPD)
- Rudolf Jacobi (1889–1972), Maler
- Karl Angerstein (1890–1985), Generalleutnant der Luftwaffe im Zweiten Weltkrieg
- Egon Neudegg (1891–1957), Schauspieler, Theaterregisseur und -intendant
- Walter Krause (1891–1967), Bildhauer
- Karl Gossel (1892–1966), Politiker (CDU)
- Rudolf August Demme (1894–1975), Generalmajor im Zweiten Weltkrieg
- Kurt Klemm (1894–1973), Politiker (NSDAP)
- Erich Hofmann (1895–1982), Linguist und Hochschullehrer
- Walter Assmann (1896–1964), Arzt und Offizier
- Curt Pollex (1898–1987), Brigadegeneral der Bundeswehr

### Ab 1901
- Kunz von Kauffungen (1904–1989), Journalist
- Karl Rabe (1905–1989), SS-Obersturmbannführer und Leiter des Sonderkommandos 7b der Einsatzgruppe B
- Eduard Ludwig (1906–1960), Architekt des Luftbrückendenkmals
- Gerhard Halbritter (1908–2002), Bildhauer, Zeichner und Grafiker
- Martin Klewitz (1917–2013), Kunsthistoriker
- Gerhard Beetz (1918–2005), evangelischer Theologe
- Roland Gööck (1923–1991), Redakteur, Sachbuchautor und Lektor
- Helmut Schreiber (1925–1995), Schauspieler
- Hanns Hippius (1925–2021), Psychiater, Professor an der FU Berlin und Direktor der Universitätsklinik für Psychiatrie der Ludwig-Maximilians-Universität München
- Günter Fromm (1926–1994), Autor von Büchern zur Eisenbahngeschichte
- Hans Jochen Genthe (1927–2020), evangelischer Theologe, Dozent für Neues Testament, Kirchenhistoriker und Autor
- Werner Leich (1927–2022), lutherischer Theologe, Landesbischof Thüringens
- Manfred Thiele (1929–2015), Buchautor, Buch- und Kunsthändler, Heimatforscher und investigativer Journalist
- Erika Riemann (1930–2021), Schriftstellerin
- Siegfried Schade (1930–2015), Maler, Grafiker und Keramiker
- Günter Adam (1932–2019), Chemiker
- Max Schmidt (1932–2018), Politikwissenschaftler, Friedens- und Konfliktforscher
- Heinz Schneider (1932–2007), Tischtennisspieler
- Heinz Dieter Tschörtner (1932–2023), Lektor, Autor und Herausgeber
- Helmut Senf (1933–2025), Metallgestalter und Maler
- Günter Würfel (1934–2010), langjähriger Kirmesoberbürgermeister, Ehrenbürger der Stadt
- Eberhard Heiland (1935–2005), Maler
- Widukind Herrmann (1936–2011), Fußballschiedsrichter und Schiedsrichterfunktionär
- Werner von Moltke (1936–2019), Leichtathlet
- Mechthild von Alemann (* 1937), Politikerin (FDP), Abgeordnete des Europaparlaments und Landtagsabgeordnete in Nordrhein-Westfalen
- Hans Meinhardt (1938–2016), Naturwissenschaftler, geboren in Mühlhausen
- Rainer Basedow (1938–2022), Schauspieler und Kabarettist
- Ulrich Fickel (1941–2023), Politiker (LDPD, FDP)
- Reinhard Turre (1941–2019), evangelischer Theologe, Diakoniepräsident
- Winfried Dunkel (* 1942), Generalmajor des Heeres der Bundeswehr
- Bernd-Dieter Bode (* 1943), Jurist, Richter am Bundesgerichtshof
- Reinhard Brudöhl (1943–1965), Opfer an der innerdeutschen Grenze
- Gerd Kley (* 1943), Physiker, Mitglied der Akademie der Wissenschaften der DDR
- Helmut Forsthoff (1944–2023), Saxophonist
- Arnd Krüger (* 1944), Leichtathlet, Sporthistoriker, Professor und Direktor des sportwissenschaftlichen Instituts an der Universität Göttingen
- Susanne Popp (* 1944), Musikwissenschaftlerin
- Sonny Hennig (1946–2019), Rockmusiker, Hörfunkmoderator und Autor
- Matthias Kaiser (* 1950), Autor und Koch
- Rolf Gaßmann (* 1950), Politiker (SPD), Landtagsabgeordneter in Baden-Württemberg
- Rainhart Lang (* 1953), Wirtschaftswissenschaftler und Hochschullehrer
- Roland Richwien (* 1955), Politiker (CDU), Staatssekretär in Thüringer Ministerien
- Christina Baum (* 1956), Politikerin (AfD), Landtagsabgeordnete in Baden-Württemberg, Bundestagsabgeordnete
- Nikolaus Berger (* 1956), Jurist, Richter am Bundesgerichtshof
- Siegfried Feller (* 1958), Kommunalpolitiker
- Hans-Peter Henning (* 1960), Schauspieler
- Heide Haßkerl (* 1960), Schriftstellerin und Künstlerin
- Christoph Matschie (* 1961), Politiker, Vorsitzender der SPD in Thüringen
- Olaf Möller (* 1962), Politiker (Bündnis 90/Die Grünen)
- Cornelia Blattner (* 1964), Politikerin (CDU), Landtagsabgeordnete in Sachsen
- Thomas Gröger (* 1965), Politiker (AfD), Landtagsabgeordneter
- Holger Helbig (* 1965), Literaturwissenschaftler
- Guido Kunze (* 1965), Extremsportler
- René Breitbarth (* 1966), Boxer
- Thomas Ahke (* 1970),  Landrat des Unstrut-Hainich-Kreises
- Marko Vogt (* 1971), Hörfunk- und Fernsehmoderator
- René Schlott (* 1977), Historiker, Publizist und Journalist
- Hannes Ackermann (* 1990), Freestyle-Motocross-Fahrer
- Elisa Müller (* 1990), Fußballspielerin
- Nils Butzen (* 1993), Fußballspieler
- Vanessa Müller (* 1994), Fußballspielerin
- Luc Ackermann (* 1998), Freestyle-Motocross-Fahrer
- David Vogt (* 2000), Fußballspieler

## Weitere Persönlichkeiten

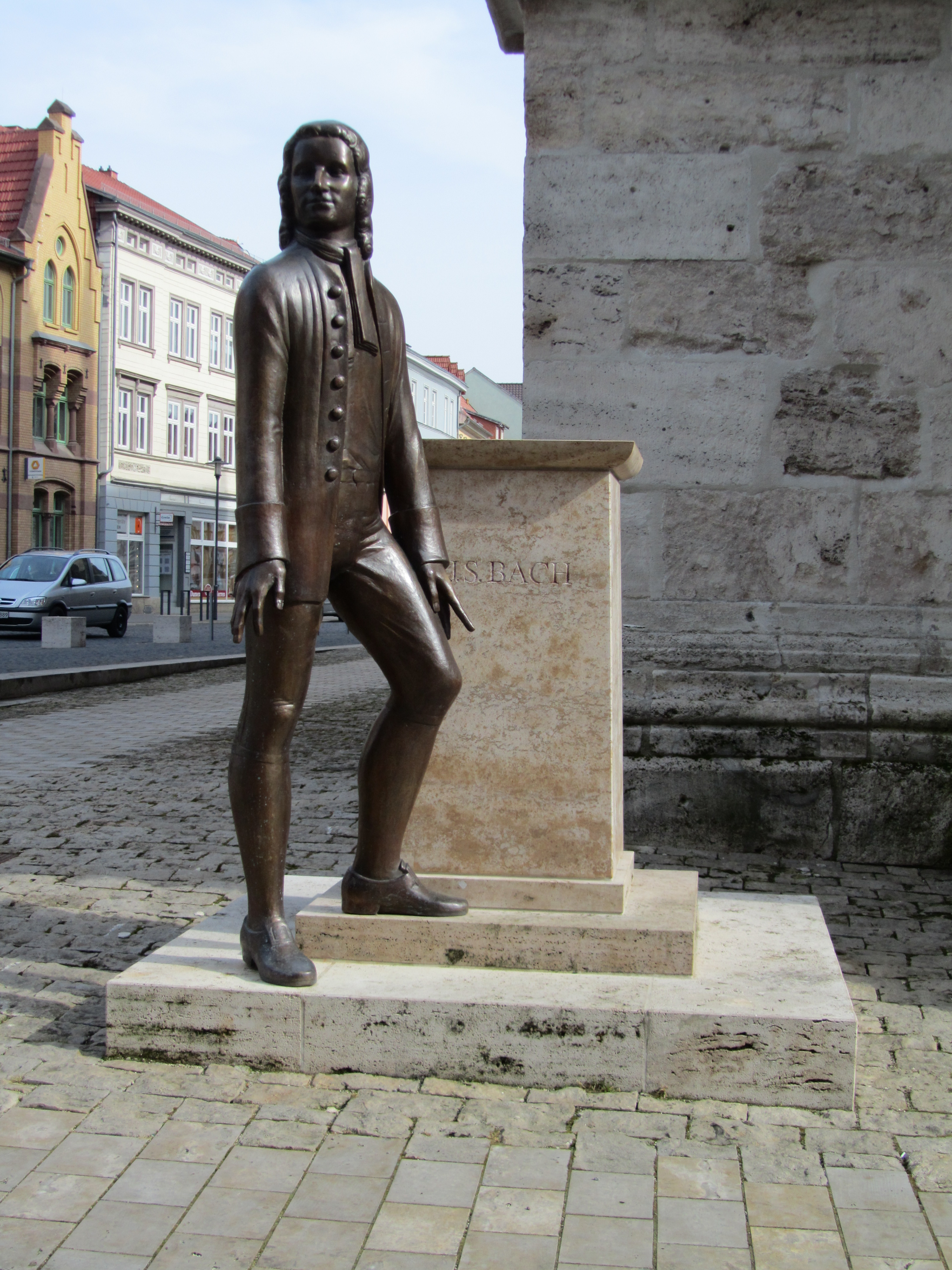
Bachdenkmal vor der Blasiikirche

- Thomas Müntzer (1489–1525), reformatorischer Anführer der Bauern im Bauernkrieg 1525; lebte zur Zeit des Krieges in Mühlhausen, wo er auch enthauptet wurde
- Nikolaus Prugener (1494–1553), Theologe; war in Mühlhausen tätig
- Johann Mantel II. (1495–1542), Theologe und Reformator; arbeitete einige Zeit in Mühlhausen
- Justus Menius (1499–1558), Reformator, Pfarrer in der Blasiuskirche
- Sebastian Boetius (1515–1573), evangelischer Theologe, Pfarrer in Mühlhausen
- Hieronymus Wolf (1516–1580), Humanist, Begründer der Byzantinistik; arbeitete zwischen 1543 und 1545 in Mühlhausen
- Johann Stössel (1524–1576), Theologe und Reformator, Superintendent von Mühlhausen
- Sebastian Starck (1528–1586), Theologe und Superintendent von Mühlhausen
- Hieronymus Tilesius (1529–1566), Theologe, Superintendent und Reformator von Mühlhausen
- Joachim a Burck (1546–1610), Komponist; ab 1566 in der Blasiuskirche in Mühlhausen tätig
- Georg Andreas Fabricius (1589–1645), Gelehrter, Leiter des Mühlhäuser Gymnasiums zwischen 1626 und 1633
- Benjamin Scharff (1651–1702), deutscher Arzt, 1687 bis 1689 Rektor an der Schule in Mühlhausen
- Johann Friedrich Wender (1655–1729), Orgelbauer; hatte seine Werkstatt in Mühlhausen
- Johann Jakob Lungershausen (1665–1729), Theologe, Superintendent, Schulinspektor und Konsistorialrat in Mühlhausen
- Johann Georg Schröter (1683–1747), Orgelbauer; verbrachte sein letztes Lebensjahr in Mühlhausen, wo er auch starb
- Johann Sebastian Bach (1685–1750), lebte zwischen 1707 und 1708 in Mühlhausen
- Benjamin Gottlieb Gerlach (1698–1756), war ein deutscher Pädagoge und Autor und lebte in Mühlhausen von 1730 bis 1738
- Georg Ludwig Avenarius (1699–1775),  Jurist, Bürgermeister und preußischer Resident
- Johann Gottfried Bernhard Bach (1715–1739), Organist; arbeitete zwischen 1735 und 1736 in Mühlhausen
- Johann Friedrich Schulze (1793–1858), Orgelbauer; arbeitete einige Jahre in Mühlhausen
- Friedrich Louis Simon (1800–1877), Architekt und Schüler Schinkels; lebte und starb in Mühlhausen
- Rudolf Christian Böttger (1806–1881), Chemiker und Physiker; arbeitete einige Jahre in Mühlhausen
- Karl Wilhelm Osterwald (1820–1887), Pädagoge und Schriftsteller; ab 1865 Rektor des Mühlhäuser Gymnasiums
- Bernhard Ziehn (1845–1912), Musiktheoretiker; arbeitete einige Jahre als Lehrer in Mühlhausen
- Anton Ohorn (1846–1924), Schriftsteller; lebte zwischen 1872 und 1874 in Mühlhausen
- Hermann Iseke (1856–1907), Eichsfelder Heimatdichter; ging in Mühlhausen zur Schule
- August Lentze (1860–1945), Politiker; zwischen 1894 und 1898 Oberbürgermeister von Mühlhausen
- Heinrich Nebelsieck (1861–1950), 1895–1903 Pfarrer der Marienkirche in Mühlhausen
- Albert Steinrück (1872–1929), Schauspieler; zeitweise am Mühlhäuser Theater tätig
- Georg Raeschke (1884–1963), Chirurg, Gynäkologe und Geburtshelfer in Mühlhausen
- Otto Model (1884–1964), Jurist und Publizist; lebte lange Zeit in Mühlhausen
- Karl Hermann (1885–1973), Politiker (USPD, SPD, SED); zwischen 1948 und 1950 Oberbürgermeister von Mühlhausen
- Hugo Siegmüller (1889–1958), Maler, Grafiker (Landschaftsmalerei sowie Wintersportmotive)
- Hannes Stelzer (1910–1944), Schauspieler; war am Mühlhäuser Theater tätig
- Walter Werneburg (1922–1999), Maler; absolvierte seine Ausbildung zwischen 1936 und 1939 in Mühlhausen
- Günter Vogler (1933–2025), Historiker, Mitbegründer der Thomas-Müntzer-Gesellschaft in Mühlhausen
- Dieter Fechner (1936–2021), Sachbuchautor; lebt seit 1946 in Mühlhausen
- Jost Glase (1936–1990), Schriftsteller und Hochschullehrer, lebte von 1968 bis zu seinem Tod in Mühlhausen
- Eckhard Ohl (1947–2006), Politiker (SPD); war in Mühlhausen tätig